# Leonard Nathan
Leonard E. Nathan (né le 8 novembre 1924 à El Monte et mort le 3 juin 2007 à Kensington) était un universitaire, poète, traducteur et critique littéraire américain qui fut,  de 1968 à 1991, professeur à l'Université de Californie à Berkeley, où il enseigna la rhétorique.

## Biographie
Leonard Nathan était le petit-fils d'immigrants juifs d'Europe de l'Est. Son père, Jack, possédait une imprimerie. Il fit ses études secondaires à la High school d'El Monte dont il sortit diplômé en 1943, avant de rejoindre aussitôt l'armée pour combattre en Europe.
Après sa démobilisation, il s'installa avec un oncle à Los Angeles et intégra en 1947 l'université de Californie à Berkeley, où il obtint son diplôme de bachelier en anglais (1950), un mastère (1952) et un doctorat (1961). Il fut alors recruté comme lecteur dans le département de linguistique de l'UCLA, avant de devenir professeur associé en 1965 et professeur en 1968.
Pendant ses études, il créa, avec son ami et condisciple George Hochfield, une revue de poésie, qu'ils appelèrent The Formalist, ce titre ayant été choisi délibérément pour manifester leur mécontentement devant « l'abandon des formes traditionnelles par les poètes modernes. »
En 1949, il rencontre Carol, qui devait devenir son épouse, et avec laquelle il eut trois enfants : un fils (Andrew) et deux filles (Julia and Miriam). La famille s'installa à Kensington.
Ted Kooser, professeur de littérature anglaise à l'Université du Nebraska à Lincoln et récent lauréat d'un prix de poésie, qui considère Leonard Nathan comme l'un de ses maîtres et qui avait entretenu une correspondance avec lui dans les années 1970 après l'avoir complimenté pour une poésie lue dans un magazine, apprécie particulièrement son « économie de mots ». Après sa disparition, il déclara : « Il comptait au nombre des meilleurs poètes de sa génération et manquera à tous ceux qui pratiquent cet art. » 
Leonard Nathan est décédé le 3 juin 2007 à l'âge de 82 ans.

## Œuvre
Leonard Nathan est l'auteur de dix-sept volumes de poésie. Il a également écrit un grand nombre de critiques littéraires et traduit l'œuvre de plusieurs poètes. Il collabora notamment avec Czesław Miłosz pour la traduction de poèmes d'Anna Świrszczyńska (publiés sous le pseudonyme d' Anna Swir) ou d'Alexander Wat (en).
Il est considéré comme un maître des poésies courtes dans lesquelles deux ou trois figures de style sont placées dans ce qui peut être regardé comme une étape, comme dans un drame.
À propos de Diary of a Left-Handed Birdwatcher (1996), John C. Kricher estime que : « Leonard Nathan capture une dimension unique qui exprime les raisons pour lesquelles certains d'entre nous prennent tant de plaisir dans l'observation des oiseaux. (...) Les observateurs d'oiseaux devraient apprécier à la fois le plaisir et la perspicacité de ce livre. »
Les poèmes de Leonard Nathan furent également publiés dans The New Yorker, The Atlantic, la New England Review et The Georgia Review, parmi d'autres publications.

## Prix et récompenses
- Prix de poésie du National Institute of Arts and Letters
- Bourse Guggenheim
- Phelan Award for Narrative Poetry
- Trois médailles d'argent du Commonwealth Club of California

## Citations
- « I also dream, obsessively, of a white bird, a bird made of ice and light. It’s always ahead of me, always disappearing behind a snowy hill, rising again, leading me to what I know is the North Pole and into a bleak, blank whiteness, so desolate that nothing can live there[1]. » (Diary of a Left-Handed Birdwatcher)

### Ouvrages de Leonard Nathan
- 1958 : Western Reaches, Talisman Press
- 1965 : The tragic drama of William Butler Yeats; figures in a dance, Columbia University Press, New York
- 1975 : The Likeness: Poems out of India, Thorpe Springs Press, Berkeley,  (ISBN 0-914-47640-8)
- 1975 : Returning Your Call, Princeton University Press,  (ISBN 0-691-06296-X)
- 1982 : Holding Patterns (Pitt Poetry), University of Pittsburgh Press  (ISBN 0-822-93454-X)
- 1991 : The Poet's Work, an Introduction to Czeslaw Milosz, Harvard University Press,  (ISBN 0-674-68970-4)
- 1996 : Diary of a Left-Handed Birdwatcher, Graywolf Press,  (ISBN 1-555-97250-0)
- 1999 : The Potato Eaters, Orchises Press,  (ISBN 0-914-06175-5)
- 2003 : Tears of the Old Magician, Orchises Press  (ISBN 0-914-06193-3)
- 2006 : Restarting the World, Orchises Press  (ISBN 1-932-53506-3)

### Traductions
- 1977 : The Transport of Love: The Meghaduta of Kalidasa, traduit du sanscrit par leonard Nathan, Univ of California Press,  (ISBN 0-520-03031-1)
- 1982 : Grace and Mercy in Her Wild Hair : Selected Poems to the Mother Goddess de Rāmaprasāda Sena, traduit du Bengalî par Clinton Seely et Leonard Nathan, Éd. Boulder Great Eastern,  (ISBN 0-877-73761-4) — (2e édition, Hohm Press, 1999 —  (ISBN 0-934-25294-7)
- 1985 : Happy as a dog's tail (Heureux comme une queue de chien), d'Anna Świrszczyńska, Trad. Czeslaw Milosz et Leonard Nathan, Éd. Harcourt Brace Jovanovich, San Diego,  (ISBN 0-151-38465-7)
- 1996 : Talking to My Body (Conversation avec mon corps) de Anna Świrszczyńska (publié sous le pseudonyme d'Anna Swir), Trad. Czeslaw Milosz et Leonard Nathan, Copper Canyon Press,  (ISBN 1-556-59108-X)

### Articles
- 2004 : Denial, publié dans The Atlantic édition mensuelle, Boston, juillet 2004